# Kogda igraet klavesin
Kogda igraet klavesin (Когда играет клавесин) è un film del 1966 diretto da Ėduard Gajkovič Abaljan.